# Fawley (Berkshire)
Fawley – wieś i civil parish w Anglii, w Berkshire, w dystrykcie (unitary authority) West Berkshire. W 2011 civil parish liczyła 165 mieszkańców.